# Tazlău
Tazlău là một xã thuộc hạt Neamț, România. Dân số thời điểm năm 2002 là 3038 người.